# Naked Music
Naked Music es un sello de grabación de música dance establecido en San Francisco y Nueva York. Es conocido por su suave estilo de deep house y downtempo. Se inició como productora en Nueva York, en 1992, cuando los fundadores Dave Boonshoft y Jay Denes acertaron al éxito underground con lanzamientos de música indie tanto para Wave Music, de Francois Kevorkian, como para la británica XL Recordings. Una secuencia de alto nivel de remezclas están asociadas a artistas tan diversos como Sade, Kelis, Maxwell y Britney Spears. Blue Six es el alias del productor Jay Denes, cuyo álbum debut, Beautiful Tomorrow, entregó una mezcla de deep house, soulful pop y smooth jazz. En 1998 la productora se transformó en un verdadero sello de grabación.

## Artistas
- Lisa Shaw
- Blue Six (aka Jay Denes)
- Gaelle
- Aya (aka Lysa Aya Trenier)
- Aquanote
- Eric Stamile
- Miguel Migs
- Monique Bingham

## Lanzamientos

### Nude Dimensions series
- Nude Dimensions Vol. 1 (1999)
- Nude Dimensions Vol. 2 (2000)
- Nude Dimensions Vol. 3 (2001)

### Midnight Snack series
- Midnight Snack (2000)

### Carte Blanche series
- Carte Blanche Vol. 1 (2000)
- Carte Blanche Vol. 2 (2000)
- Carte Blanche Vol. 3 (2002)

### Bare Essentials series
- Bare Essentials Vol. 1 (2000)
- Bare Essentials Vol. 2 (2003)

### Nude Tempo series
- Nude Tempo One by Miguel Migs (2002)

### Lost On Arrival series
- Lost On Arrival (2003)

### Álbumes de estudio
- Beautiful Tomorrow por Blue Six (2002)
- The Pearl por Aquanote (2002)
- Colorful You por Miguel Migs (2002)
- Strange Flower por Aya (2004)
- Transient por Gaelle (2004)
- Cherry por Lisa Shaw (2005)
- Aquarian Angel por Blue Six (2007)
- Re-Creation por Naked Music NYC (2008)